# 都市新バスシステム
都市新バスシステム（とししんバスシステム）とは、日本国内の都市における交通体系上根幹となるべき主要なバス路線において様々な施策を行い、バスの利便性を改善するために導入されたシステムのことである。
1988年に運輸省（現：国土交通省）が定義した都市新バスシステムの事業内容の例示では、バス専用レーンの設置と合わせて、バス車両については乗客サービスの向上に資する車両を導入し、バス停留所においてはシェルター化やバス接近表示の設置を行った上、バスの運行システム全体を整備する事業と位置づけている。

## 概要
路線バスが時刻通りに来ない、いつ来るかわからないなどの乗客の不満を解消する方法として、1978年から 運輸省（当時）による「大都市モデルバスシステム整備費補助金」を基に、バスロケーションシステムが新宿駅西口を皮切りに導入されていった。また1981年度からは運輸省が助成し、名古屋市においてバス専用レーンや停留所のグレードアップなどの施策を盛り込んだ「都市基幹バス」の運行が開始された。
これらの先例を基に改善を施した上で、バス路線総合管理システムをあわせて導入したものが、1983年度から開始された都市新バスシステムである。はじめに1984年3月に東京都で東京都交通局（都営バス）が運行する渋谷駅 - 新橋駅間約5.5kmと、新潟県新潟市で新潟交通が運行する、新潟駅万代口 - 西小針 - 内野営業所（現：新潟西高校前バス停）間約16.8kmと、新潟駅 - 西小針 - 新潟大学西門間約13.9kmにおいて導入された。その後、金沢、大阪、名古屋にも導入されていった。初期に導入されたこれらの事業では、運輸省から補助金の交付を受けていた。
以下に見られるような施策を行った結果、東京や名古屋では30%近い大幅な利用客の増加をもたらした。こうした大きな効果を上げた影響で、その後は補助金の有無にかかわらず、都営バスや東急バスなどでも都市新バスシステムの整備が進められた。
都市新バスシステムは、路線バスサービス全体の底上げにつながる施策となった。2000年代以降は車両面やサービス面でも、都市新バスシステムとその他一般路線との差異は薄まっており、東急バスのように全体的なサービス水準向上により、都市新バスシステムを廃止して一般路線化しているバス事業者もある。

## 各都市における都市新バスシステム

### 東京都

#### 東京都交通局（都営バス）
東京都交通局（都営バス）では、1982年4月から早稲田営業所管内でバスロケーションシステムを導入していたが、より高度なシステムを追求した結果として開発されたのが都市新バスシステムである。これはバス運行システムの進化を図った上で、停留所施設の充実と定時運行率の向上を目的としたものである。車両も一般路線との差別化を図るため、ハイグレード仕様の「都市新バス専用車」で運行開始した。
1984年3月31日に最初の路線として、都01「グリーンシャトル」が運行開始され、以後も約2年ごとに1路線ずつ導入が行われた。
全ての都市新バス系統には「グリーン」で始まる路線愛称とシンボルマークが付けられた。専用の系統番号は、漢字は都市新バスを表す「都」で統一し、数字は都市新バス専用の00番台（例：都01）とした。
車体には、東京都交通局の局紋や現行の「Tマーク」に代わり、路線愛称とマークを表示したヘッドマークを装備した。路線愛称により、それぞれロゴの書体や色などデザインが異なる。愛称表示は、1997年式のツーステップ車までは行灯、1998年式以降の車両はサボ（裏面は「ノンステップバス」と書かれている）、またはステッカーやマグネットを使用している。
施設や走行環境の整備としては、バス停留所に風防ガラス付き待合室を整備したほか、起終点停留所においては途中までの所要時間を表示するようにした。都01と都02では、ほぼ全区間で朝ラッシュ時のバスレーン設置が実現した。

##### 都営バスの車両
- 全系統でカラー方向幕を使用し、遠くからでも一目で都市新バスと分かるようにした。
- 冷暖房完備の車両を使用した（のち一般車両にも拡大され、標準装備となった）[3]。
- 色分けされたハイバックシートを採用した[3]（優先席を除く）。更新車と1997年式以降の導入車両ではハイバックシートは消滅した。
- 側面窓は上部引き違い式とした。2003年式の車両を除くノンステップ車で標準仕様となって消滅した。
- 乗り心地改善のため、エアサスペンションを採用した[12]。

都02「グリーンライナー」専用車より全車エアサスを採用。都01「グリーンシャトル」用車両は1989年式から。
- 前扉にグライドスライドドアを採用。

都02「グリーンライナー」専用車から採用。都01「グリーンシャトル」専用車は1990年式から。

##### 都営バスの路線
都市新バスシステム開始以来、以下の8系統が運行されている。路線の詳細については各系統の所管営業所の項目を参照。
グリーンシャトル（都01）
- 都01：渋谷駅 - 六本木駅 - 新橋駅（旧・橋89）
- 開業日：1984年3月31日
- 所管：渋谷営業所
- マーク：ペガサス[9]

公募で決まった愛称にあわせ、都市新バスのイメージを天翔けるペガサスで表現した。
- 愛称ロゴ：青地に白文字、グリーンの線。両側に金色の星[9]。

運行開始当初は愛称とマークはなく、ヘッドマークは局紋で、行灯には「都市新バス」と書かれていた。
1984年6月に愛称を公募、約4000系の応募の中から「グリーンシャトル」に決定。同年6月21日に命名後、ペガサスのマークが付けられた。
- 方向幕：青色（一部行先を除く）。

グリーンライナー（都02）
- 都02：大塚駅 - 錦糸町駅（旧・塚20）
- 都02乙：池袋駅東口 - 東京ドームシティ（- 一ツ橋）（旧・池67）
- 開業日：1986年3月3日
- 所管：巣鴨営業所

開業当初は大塚営業所（当時）の所管だった。
- マーク：青い鳥と緑の丸い矢印[8]。緑の矢印は「グリーンライナー」を表す。
- 愛称ロゴ：青地に白文字、グリーンの線。文字の間に2羽の白い鳥が飛ぶ。
- 方向幕：都02は青色、都02乙は系統変更当初は青色、後に黒色。

グリーンアローズ（都03・都04・都05）
- 都03：四谷駅 - 晴海埠頭（旧・銀71[11]）

運行開始当初は新宿駅西口 - 晴海埠頭だったが、四谷駅までに区間短縮された。
- 都04：東京駅丸の内南口 - 豊海水産埠頭（旧・銀16[11]）
- 都05：東京駅丸の内南口 - 晴海埠頭・東京ビッグサイト（新設系統[11]）
- 開業日：1988年3月21日（新設の都05のみ、同1988年6月8日開業[11]）
- 所管：港南支所（都03）・有明営業所（都04）・深川営業所（都05）[11]
- マーク：矢を射る天使[8]（キューピッド?）。矢は「アローズ」を表す。
- 愛称ロゴ：青地に白文字、グリーンの線と左側に緑の星。文字の濁点が星になっている[9]。
- 方向幕：3色。3系統が同時に都市新バスとなったため、都03が青色、都04が緑色、都05が朱色→橙色と、系統ごとに色分けされた。
都03は杉並営業所（現・杉並支所）の所管路線だった[11] が、2000年12月に路線短縮に伴い深川営業所へ移管、さらに2012年4月にはとバスへ運行を委託するにあたり港南支所へ移管された。
都04は江東営業所所管だった[11] が、2003年に都07が葛西営業所（現・江戸川営業所）から江東営業所へ移管。それに伴いいったん深川営業所へ移管され、2009年4月1日に再度江東営業所へ戻された。その後、2021年11月からの有明営業所との共管を経て2022年4月1日に有明営業所の単独所管となった。
都営地下鉄大江戸線全通直後の一時期は、目黒営業所からエコー仕様車が転入し、都04と都07の移管時には、葛西営業所からスター仕様車が転入した。これら転属車は1年以内に全廃となっている。

グリーンエコー（都06）
- 都06：渋谷駅 - 赤羽橋駅 - 新橋駅（旧・橋85）
- 開業日：1990年3月31日
- 所管：渋谷営業所

開業時は目黒営業所（現・港南支所）の所管だった。
- マーク：ラッパを吹く天使[8]（ガブリエル?）。ラッパは「エコー（響き）」を表す。
- 愛称ロゴ：青地に白文字、左右両側にグリーンの細い5本線[9]
- 方向幕：濃緑色。起終点が同一の都01と区別するため別色となった。

グリーンスター（都07）
- 都07：錦糸町駅 - 門前仲町（旧・錦14）
- 開業日：1992年3月31日
- 所管：江東営業所

開業時は葛西営業所（現・江戸川営業所）所管
- マーク：白鳥座[8]。
- 愛称ロゴ：白と緑のツートン地に、文字が色を反転する形で書かれる（「スター」の「タ」の字に黄色い星）[9]

青地に白文字ではない唯一のロゴデザインとなっている。
- 方向幕：青色

グリーンリバー（都08）
- 都08：日暮里駅 - 錦糸町駅（旧・里23[13]）
- 開業日：1994年1月18日
- 所管：南千住営業所[13]
- マーク：隅田川と駒形橋を飛ぶユリカモメ[8]。ユリカモメは「東京都民の鳥」[6][7]。
- 愛称ロゴ：青地に白文字。文字の下にグリーンの波線が、川面の波を表すように描かれる[9]

愛称は路線途中にある隅田川にちなんだもの で、一般公募の結果採用された。
- 方向幕：濃緑色。錦糸町駅での都02系統との誤乗防止のため別色となった。

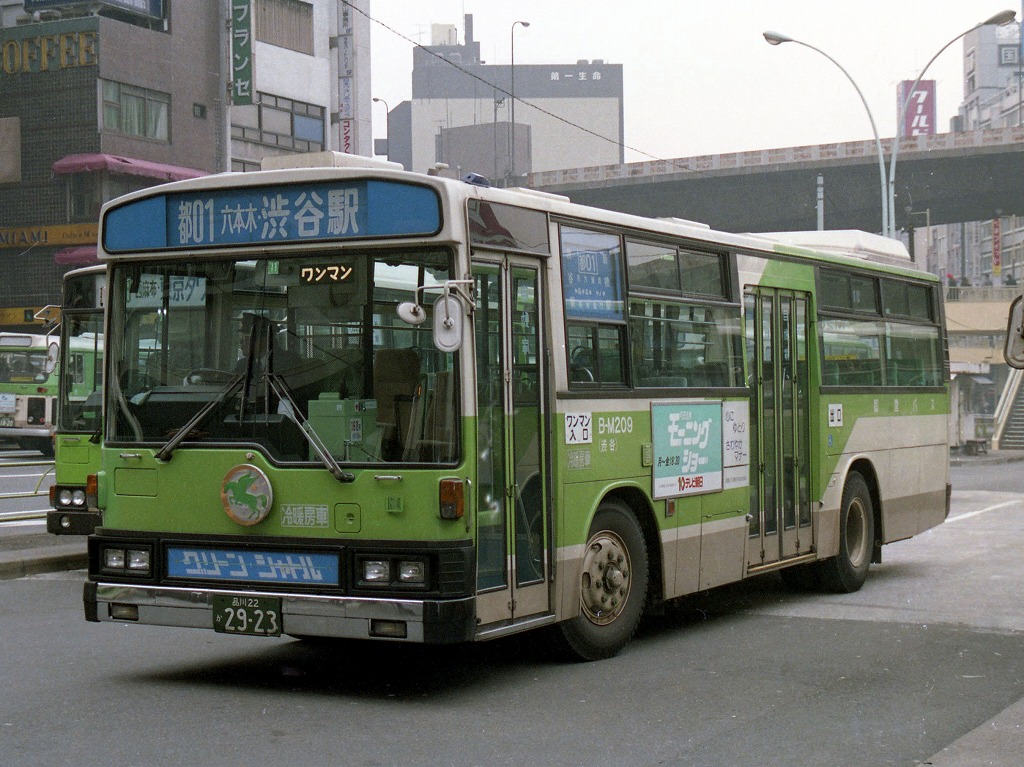
初期の「グリーンシャトル」専用車
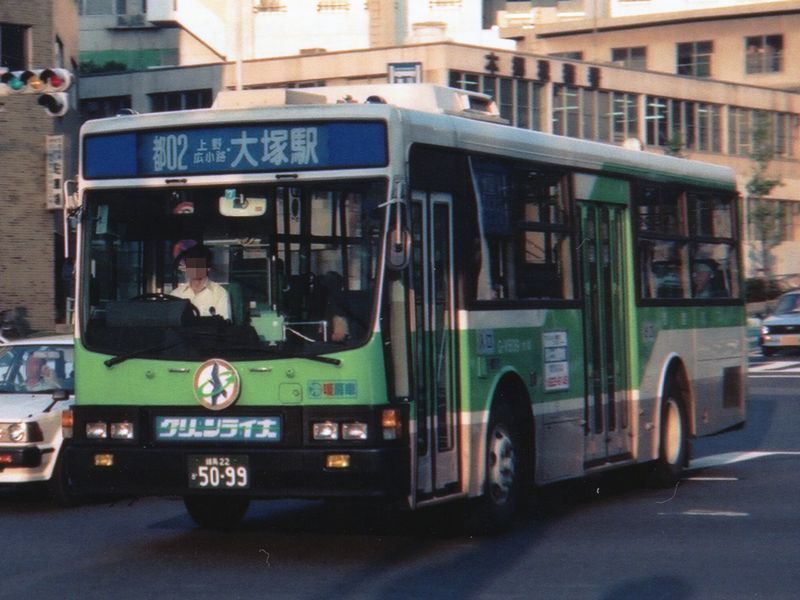
「グリーンライナー」専用車
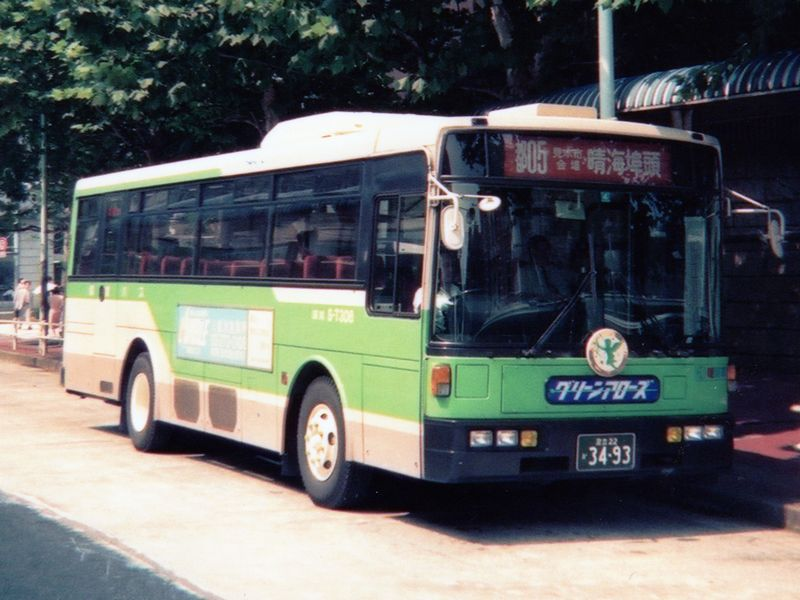
「グリーンアローズ」専用車
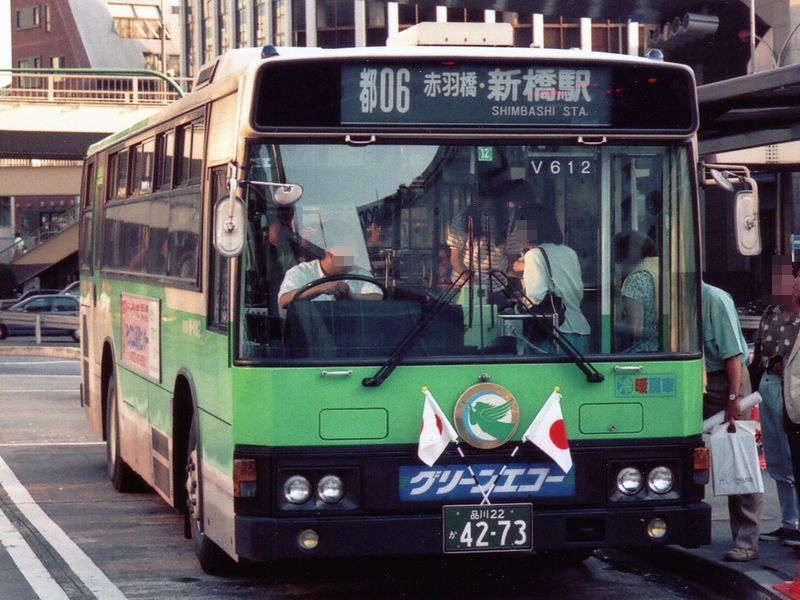
「グリーンエコー」専用車
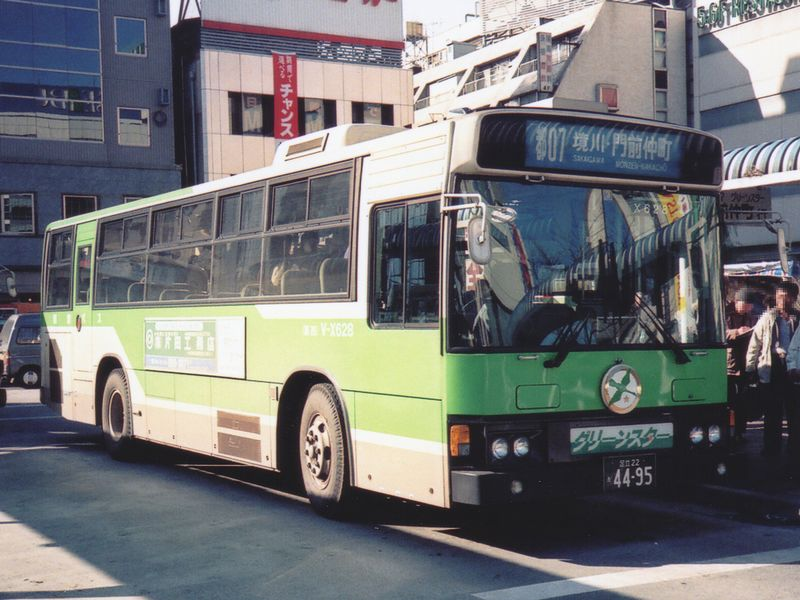
「グリーンスター」専用車
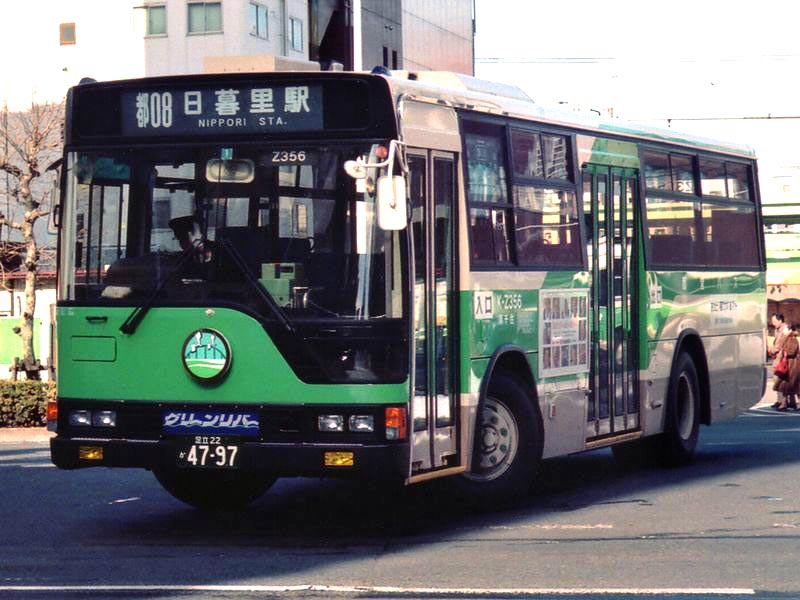
「グリーンリバー」専用車
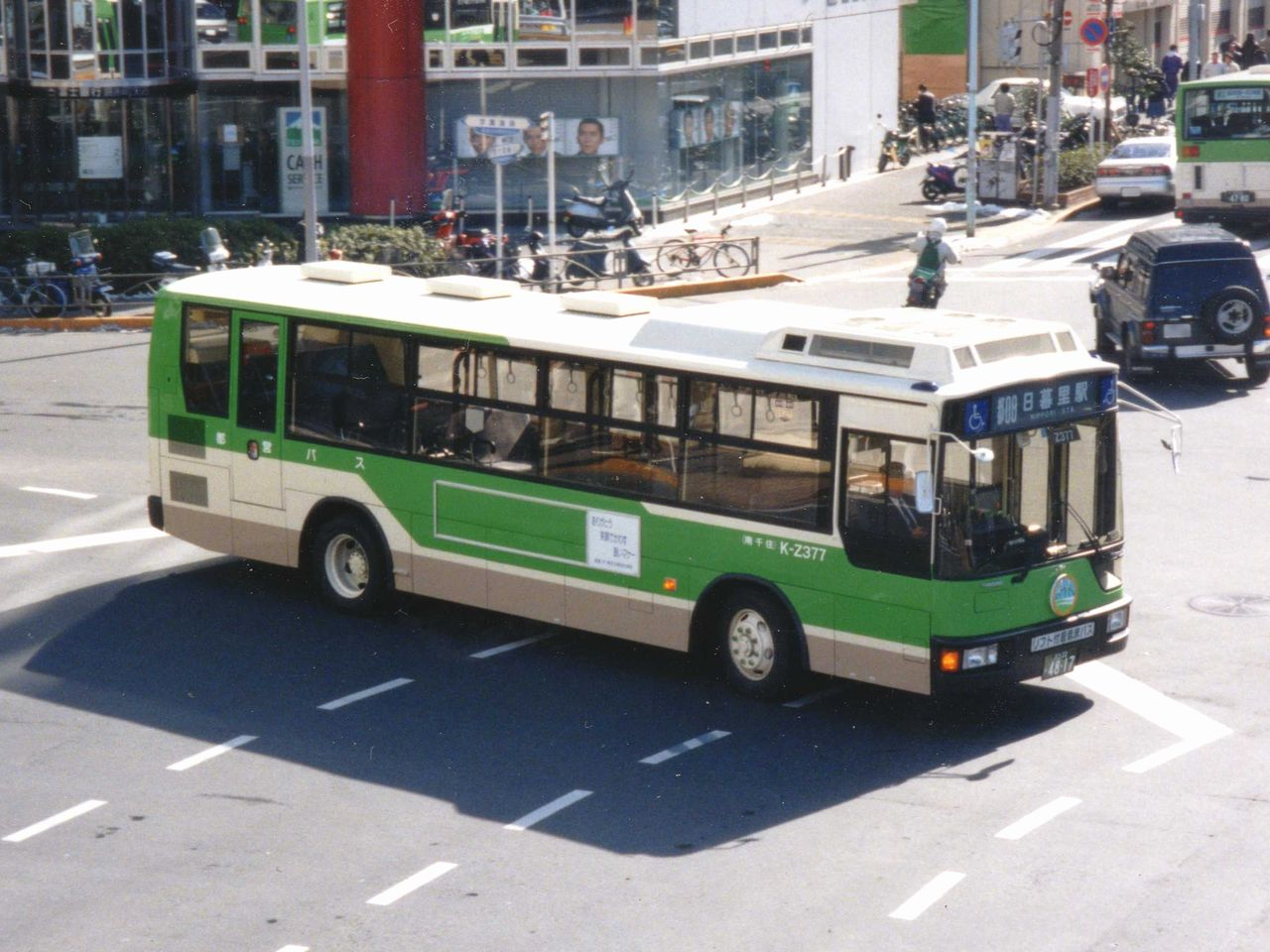
「グリーンリバー」専用リフト付超低床車

##### 導入後と都営バスの現状
1984年に最初の都市新バスシステムを導入した「グリーンシャトル」では、利用者数が1983年度の1日平均15,700人と比較して、2年後の1986年には1日平均24700人となり、大幅な乗客増加がみられた。また2番目に導入した「グリーンライナー」でも、減少傾向にあった利用者数が導入1年後に13%増加する など、都市新バスシステム導入の成果として乗客の減少傾向に歯止めをかけたことが確認された。
「グリーンシャトル」でのシステム投資額は5億8千万円（うち国庫補助金1億700万円）、「グリーンライナー」での投資額は5億5千万円 となっている。いずれも都市新バスシステムへのレベルアップ費用はこのうち2億円程度であった。
1994年1月18日の「グリーンリバー」運行開始以降、新たな都市新バスの路線は開業していない。

#### 東急バス

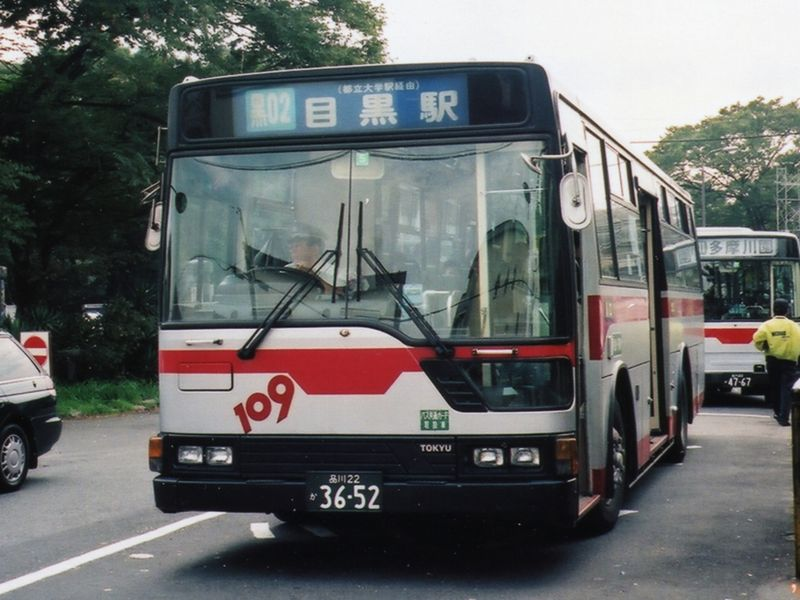
「東急バス新交通システム」専用車

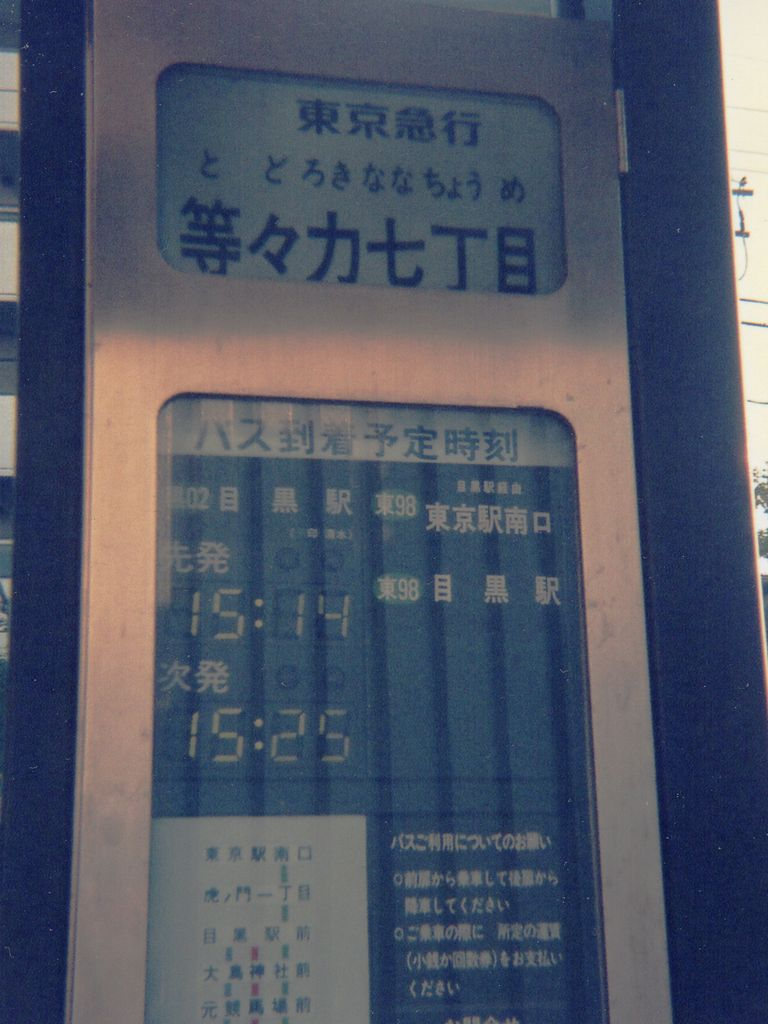
「東急バス新交通システム」導入路線のバス停表示の例。表示されている予定時刻は、時刻表に記載されている時刻ではなく、運行管理システムによって算出された予定時刻である

東京急行電鉄（現：東急バス）では、1986年に約6億7千万円を投じて「東急バス新交通システム」と呼ばれる都市新バスシステムが導入・整備された。対象は以下の4路線6系統である。開発は三菱電機。
導入路線
目黒通りを経由する路線が対象となった。
- メイン路線…清水線[14]
  - 黒02：目黒駅 - 二子玉川園 (8.9 km)
  - 黒03：目黒駅 - 二子玉川園 - 砧本村（11.4 km・1988年2月15日限りで廃止）
- サブ路線…碑文谷線[14]
  - 黒01：目黒駅 - 大岡山小学校 (4.2 km)
- 並行路線（接近表示のみ対応）…三軒茶屋線、学校線
  - 黒05：目黒駅 - 成城学園前駅 (14.6 km・1995年1月17日に短縮し都立01に変更、2021年4月1日より更に短縮)
  - 黒06：目黒駅 - 三軒茶屋 (6.9 km)
  - 黒07：目黒駅 - 弦巻営業所 (9.8 km)

特徴
本システム最大の特徴は、バスの利便性・路線の運行確保のみならず、運転士の勤怠管理までを含めた 総合的な運行管理システムとして構築されたことである。
車両の運行状況は、停留所に設置した受信機を通じて営業所のシステムに送られる。このデータを集積することで、道路状況などを把握し、目黒駅発の1往復分のダイヤをどの車両で運行するかが決定される。ダイヤを決定するにあたっては、メイン路線の運行の確保を重視する。
目黒駅を基準にして、発車が遅れる見込みの場合は、前後の便の発車時刻を調整することで、運行間隔の平均化を図る。メイン路線の運行状況が乱れた時には、本数を多く設定してあるサブ路線から車両を充ててメイン路線の車両を確保する。大きな遅延が生じたにもかかわらず、メイン路線に投入できる車両がない場合は、途中折り返しによって車両を確保する。また、運転士の乗務時間の増大によって労務規定に抵触する恐れがある場合は、運転士を途中で交代させることで対処する。
決定されたダイヤは、各停留所に表示される（接近表示ではなく、各停留所への到着予定時刻として2便分を表示）ほか、起終点停留所の手前に設置された発信機から当該車両に送信され、運転席に設置された小型CRTディスプレイに表示される。また、車両の方向幕も自動的に変更される。
これらを全てコンピューターにより制御する システムは、当時としては最高レベルのものであった。
車両
メイン路線・サブ路線では、実用本位だったそれまでの東急バス車両とは違い、グレードの高い専用車両が投入された。車種は三菱エアロスター(P-MP618K)で、運行開始当初の時点では21台導入された。正面に「109」と書かれていたことから、バスファンからは「109車」（いちまるきゅうしゃ）という通称で呼ばれていた。
- 側面窓が上部引き違い式
- 乗り心地改善のため、エアサス車を採用[15]。
- 次の停留所名を表示する車内表示器を装備
- カラフルなハイバックシートを装備[15]
- 扁平タイヤの採用[15]

この他、目黒通りに乗り入れる車両94台に対して接近表示に対応した機器を設置した。
また、1997年には、東急バスで初となるノンステップバス(M1600番台・KC-MP747K)が21台導入されたが、同年導入のノンステップバスは21台全てが本路線への集中配置とされ、システム導入当初からの車両を全て置き換えた。
その後の展開
本システムは優れた運行管理能力を有し、利用者の増加にも貢献した。しかし、メイン路線1路線への投資額としては、7億円は過大と判断された。このため、池上通りや青葉台地区への路線へ導入する際には、運行管理者が無線を活用して管理を行なう方法に変更された。
1998年に、システム自体の老朽化のため本システムは廃止されることになり、以後は無線による接近表示システムに切り替わっている。近年では「東急バスナビ」と称し、パソコンや携帯電話に運行状況を提供するサービスが行なわれている。

### 新潟県

#### 新潟交通

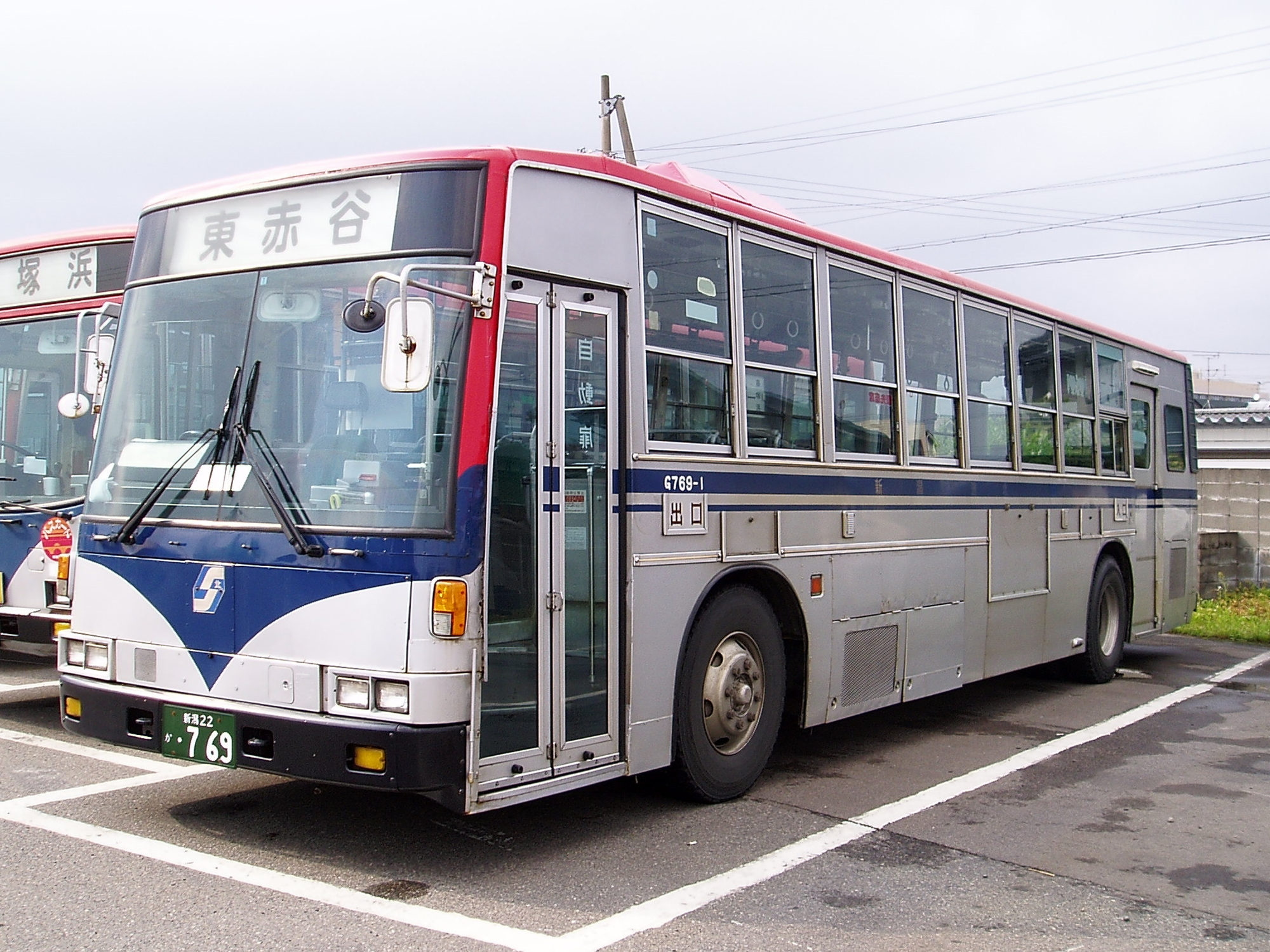
「銀太郎」として導入された車両

新潟交通は東京都交通局と同じく1984年3月、新潟駅万代口から国道116号などを経由して市西部方面に至る「西小針線」に都市新バスシステムを導入、システムに対応した機器を搭載した車両には「銀太郎」という愛称が付与された（この車両が、新潟交通の路線バス冷房化の端緒でもあった）。翌1985年には市中心部の古町から国道345号（現国道113号）などを経由して市東部に至る「松浜線」にも導入した。
- 都市新バスシステム導入路線（2015年8月当時の運行路線。両路線ともモーニングライナーを除く）
  - 新潟市役所前・古町から松浜方面（松浜線）
    - 300 市役所前 - 古町 - 沼垂 - 下山 - 松浜
    - 301 市役所前 - 古町 - 沼垂 - 下山 - 松浜 - 新潟競馬場
    - 302 市役所前 - 古町 - 沼垂 - 下山 - 松浜 - 北部営業所
    - 303 市役所前 - 古町 - 沼垂 - 下山 - 松浜 - 島見町 - 北部営業所
    - 305 下山営業所 → 沼垂 → 古町 → 市役所前
    - 310 市役所前 - 古町 - 沼垂 - 下山 - 松浜本町 -（三菱ガス化学前）- 陽光ニュータウン - 新潟医療福祉大学前
    - 313 市役所前 - 古町 - 沼垂 - 下山 - 松浜本町 -（三菱ガス化学前）- 太夫浜 - 新潟医療福祉大学入口 - 太郎代浜

  - 新潟駅・新潟県庁から内野方面（西小針線）
    - 600 新潟駅前 - 古町 - 信濃町 - 西小針 - 内野営業所
    - 601 新潟駅前 - 古町 - 信濃町 - 西小針 - 新潟大学前（新大西門）
    - 602 新潟駅前 - 古町 - 信濃町 - 西小針 - 新潟大学前 - 五十嵐二ノ町 - 内野営業所
    - 603 【快速】新潟駅前 - 古町 - 信濃町 - 西小針 - 内野営業所
    - 604 【快速】新潟駅前 - 古町 - 信濃町 - 西小針 - 新潟大学前 - 五十嵐二ノ町 - 内野営業所
    - 605 美咲合同庁舎 - 県庁前 - 信濃町 - 西小針 - 内野営業所
    - 606 美咲合同庁舎 - 県庁前 - 信濃町 - 西小針 - 新潟大学前 - 五十嵐二ノ町 - 内野営業所
    - 607 新潟駅前 - 古町 - 信濃町 - 西小針 - 信楽園病院

その後
バス停設置型の無線式バスロケーションシステムはコストが膨大である事などから、その後上記2路線以外には導入が進められなかった。新潟交通は代替策として2002年から国土交通省などと共同でGPSとインターネットによるバス位置表示システム「新潟バスi」の導入を進め、新潟市を発着する高速バス全路線と、同市の路線バスのうち旧市域の全路線への導入を2007年3月末までに完了した。また西小針線と松浜線の旧システムも老朽化が進んだため「バスi」のシステムを使用した装置への入れ替えが順次進められた。しかし装置入れ替え後も、一部バス停の行灯には「都市新バスシステム」の表示が残存している。
また同市が2007年にオムニバスタウンに指定されたのに伴い、一部の路線に「バスi」のシステムによる停留所設置型の位置表示器が導入され、このうち中央循環線（にいがた基幹バス）と大野・白根線で2009年3月から、また松浜線と運行区間が並行する河渡線・山ノ下線・船江町線で同年6月から、それぞれ一部停留所で運用を開始した（大野・白根線は急行バスのみ対応）。その後市民病院線（にいがた基幹バス）、長潟線、寺尾線などでも2009年度以降に順次運用が開始された。
なお新潟市と新潟交通グループでは2015年（平成27年）9月5日、BRT路線「萬代橋ライン」（新潟駅前 - 古町 - 市役所前 - 白山駅前 - 青山間）の運行開始と、それに伴う中央区中心部発着の路線再編などを伴う大規模なダイヤ改正を実施した。この路線再編に伴い「新潟バスi」は前日の9月4日を以って運用を終了し、一般路線バスのロケーションシステムは「にいがた新バスシステム」へ移行された（Web版サービスはナビタイムジャパン社のシステムを使用）。また高速路線バスのロケーションシステムは順次サービスが縮小され、2012年（平成24年）2月14日にサービスを終了した県外線に続き、県内線についても同日限りでサービスを全面終了した。

### 静岡県

#### 静岡鉄道（しずてつジャストライン）

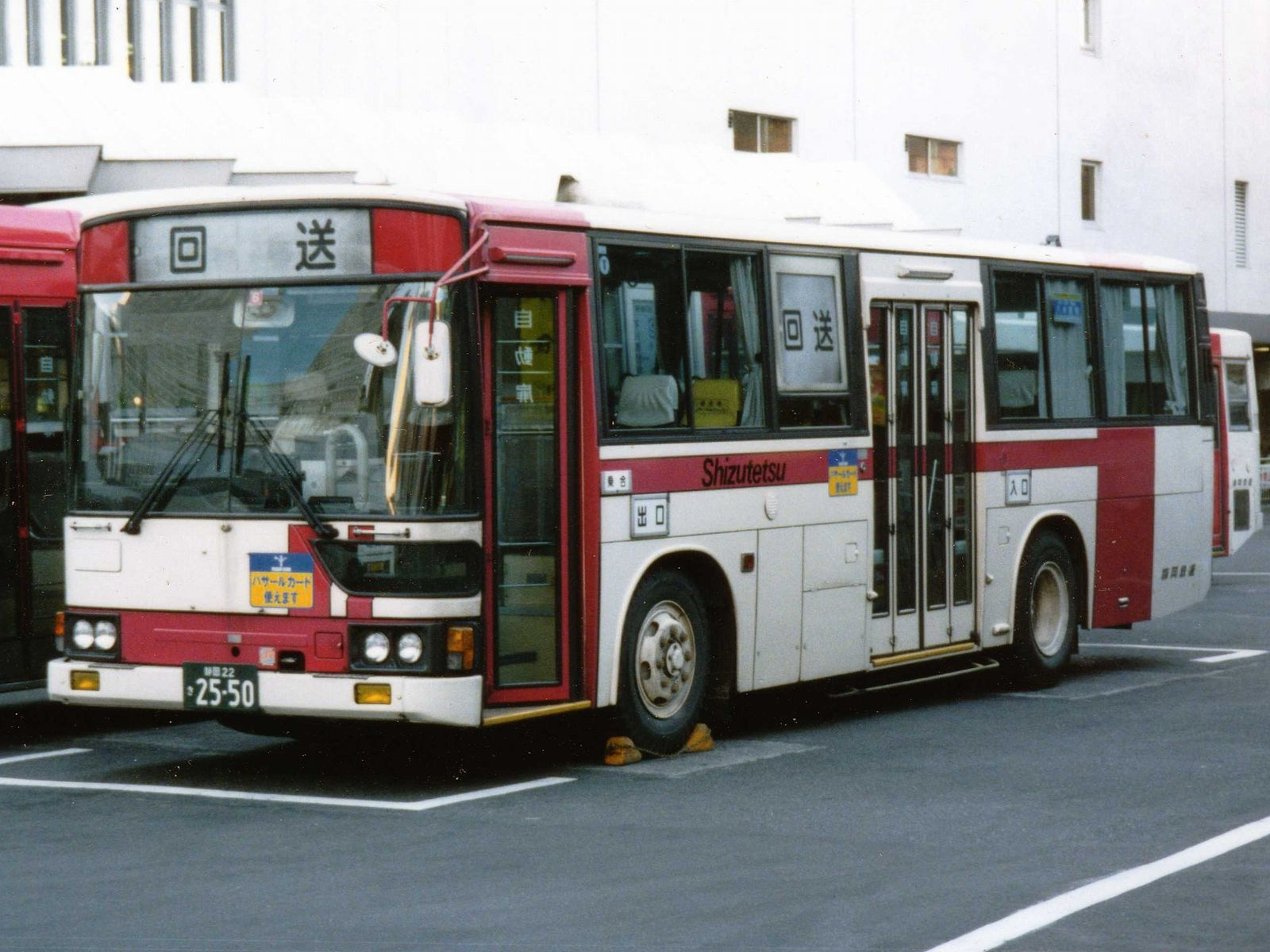
システム導入と同時に導入された車両

静岡鉄道（現：しずてつジャストライン）における都市新バスシステムは、1987年に西部循環線へバスロケーションシステムを導入したのが始まりである。このシステムでは、バスロケーションシステムの整備にとどまらず、車両仕様についても専用車が22台用意されており、都市新バスシステムとして位置づけられていた。
- 低床式ワイドドア車両
  - 当時の静岡鉄道では珍しい前中扉仕様で、中扉は4枚折戸[21]
- ハイバックシート
- 座席のモケットも他車とは差別化[20]

その後、1988年度には静岡県と静岡市から、1989年度には運輸省（当時）からの補助金が得られることになった ことから、バスロケーションシステムについても1992年度まで継続して導入の拡大が行なわれ、1992年度までに10路線127停留所へ導入された。バスロケーションシステム対応車両は都市新バス車両も含めて185台となった。
以上の施策に要した費用は約5億3200万円であった。

#### 遠州鉄道
遠州鉄道（遠鉄バス）における都市新バスシステムは、1987年10月にスタートした。
以下にその概要を示す。
- 導入路線
  - 磐田山の手線、大塚萩丘線、中田島住吉循環、鶴見富塚循環、さぎの宮線、都田線
- 車両
  - 低床式ワイドドア車両、冷暖房車、大型方向幕装備車であるが、システム導入路線以外で運用される車両との外観の差はない。
- ブロンズシェルター[24]
- バスロケーションシステム[24]
- バス専用レーン[24]
  - 広小路 - 下池川

以上のような施策で費用は約4億2600万円に上った。

### 愛知県

#### 名古屋市交通局
基幹バス (名古屋市)については、当該項目を参照のこと。
名古屋市交通局（名古屋市営バス）のその他の系統においては以下のとおりである。
- 幹神宮2号系統(他使用系統:名駅20、栄22、金山22、金山25、高畑14、高畑18)
1980年代に幹線10号系統(現:幹神宮2号系統)において使用されたものが一般系統としての最初の使用である。このシステムは、東中島と市立工業高校の東行と神宮東門と六番町の西行にのみ設置されたものの、直近に到着するバスの行先のみしか表示されなかった。特徴は、他のバス停と違い、水色のものであったが、システムの老朽化のため、1993年、後述する幹栄2号系統が当時使用しているものと同じシステムに更新され、設置停留所も東行は、一色大橋→一番三丁目(一番三丁目の幹神宮2号系統以外の系統のみ停車する停留所と後から停留所そのものが新設された熱田区役所と中島駅のみ設置されず)までの区間、西行は、神宮東門→中野新町(一番三丁目の栄22号系統が停車する停留所と二番町と十一番町のみ設置されず)までの区間の停留所と中野新町の北行(名駅20号系統と高畑18号系統のみ使用)の他、地下鉄神宮西駅と六番町駅(南改札口のみ)の改札前に拡大された。また、六番町バスターミナルに設置されたものは、他の停留所のものと違い、次の便の時刻を表示するものであったが、エレベーター設置工事の際に撤去され、ロケーション機能がないF型タイプに交換されてしまった。
- 幹栄2号系統(他使用系統:名駅16、名駅22、名駅23. 名駅24、名駅29、栄758、栄13、栄22、栄24、中巡回)
この系統は、1990年代に入ってから、稲葉地町⇔栄(現:広小路栄)間に新規に設置されたもので、3つ前の停留所からの接近情報を知らせるもので、途中から広小路通に進入するバスは、その入口となる停留所では1つ又は2つ前しか表示されない。また、西行の中村公園(西)以西には設置されていない。
- 幹神宮1号系統(他使用系統:栄21、金山19、神宮12、神宮15、神宮16、東海11、東海12、幹高畑1、高畑16、高畑18、名港13、名港14、南巡回)
1990年代後半に新規に設置され、西行が熱田伝馬町→明徳橋の間(熱田伝馬町、内田橋北、千年二丁目、千年、東海通、競馬場正門、土古、当知一丁目の西行、明徳橋のみ設置)、東行が惟信高校・南陽町西福田→内田橋北の間(春田野、明徳橋から土古の間、惟信高校から当知一丁目までの間、競馬場正門、東海橋、東海通、千年、千年二丁目、千年一丁目、内田橋北のみ設置)に設置されている。併せて表示方法が若干変更されており、伝馬町駅の3番出入口につながる通路に到着するバスの時刻が2便分表示されるようになっている。ただし、幹神宮1号系統以外の系統は1つ前の停留所(栄21号系統の南行のみ2つ前)しか表示できない。また、中川車庫前と中島新町においては、幹神宮2号系統と停留所(システム非対応)が別になっており、表示されることもない。さらに、土古の西行は停留所機器そのものがF型タイプから現行タイプに交換されている。(表示方法に変更はない)

#### 名古屋鉄道（名鉄バス）
基幹バス (名古屋市)については、当該項目を参照のこと。
名古屋鉄道（現：名鉄バス）のその他の系統では、1994年に名古屋・津島線にバスロケーションシステムとバスレーンを導入した。これに合わせて、同年5月9日には朝のラッシュ時と深夜（名鉄バスセンター発23時20分と23時50分）の増便が実施された。バスロケーションシステムは日立製のもので、バスが3つ前の停留所を出るとランプがつく接近表示器をバス停に設置した。バスレーンは太閤レーンと津島レーンの2つが設置され、平日・土曜日の朝7時から9時までの運用とされた。このうち太閤レーンは愛知県道68号名古屋津島線（太閤通）の稲葉地本通3交差点から太閤通3交差点までの東行きに設置されたバス優先レーンである。また津島レーンは大治町の西條交差点から大治橋西交差点までの東行きで、この区間は片側1車線であるため東行きのみバス専用とされた。津島レーンはのちに廃止されたが、太閤レーンは2021年現在も設置されている。
その後同様のバスロケーションシステムは並行する岩塚線のほか、春日井線など春日井営業所の路線にも拡大したが、後述の新たなシステムの導入に合わせて運用を終了し表示器も撤去された。
2010年12月15日には、岡崎市内発着の全路線で新たなバスロケーションシステムを導入した。これは停留所に貼られた2次元コードを携帯電話で読み込むことで運行状況を知ることができるもので、一部の停留所には1段の文字を表示できるLED表示器を設置し、運行状況や直近の2便の時刻や位置、遅れを表示した。このシステムは順次拡大し、2014年3月1日には本地ヶ原線（基幹バス）にも導入された。このシステムは2021年現在、高速バスを除く名鉄バス全線のみならず、コミュニティバスでも対応している。

#### 豊橋鉄道（豊鉄バス）

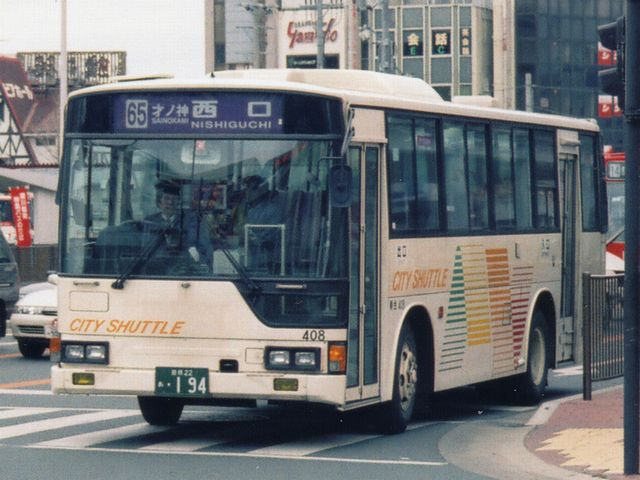
「シティシャトル」専用車（第一期導入車）

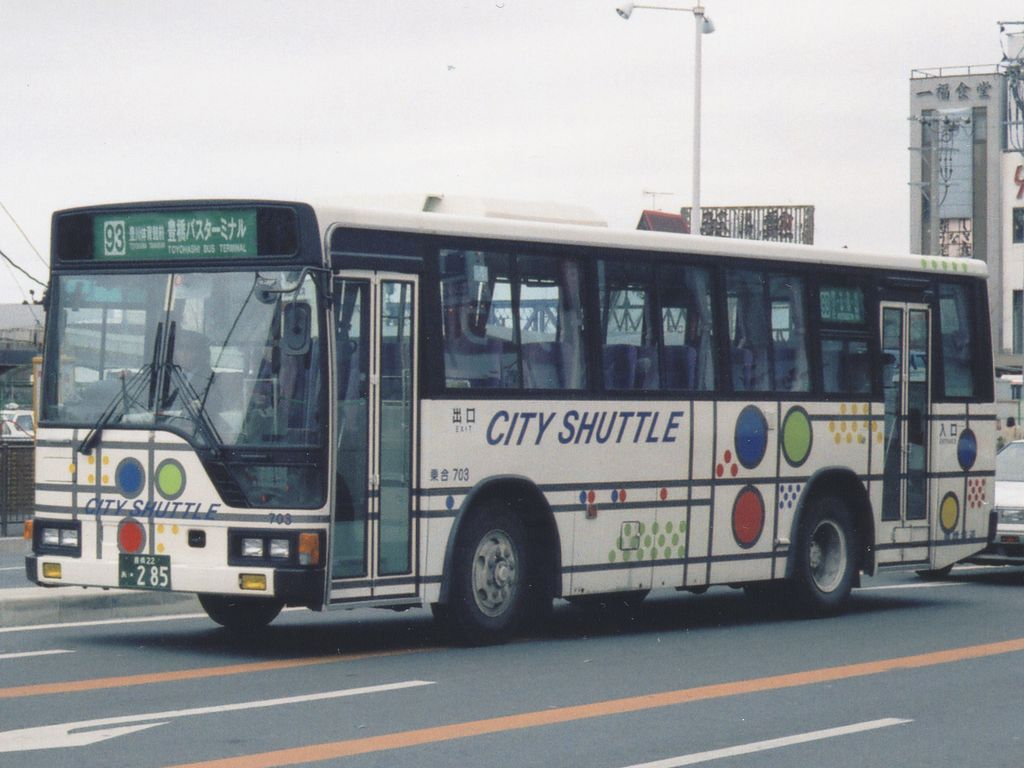
「シティシャトル」専用車（第三期導入車）

豊橋鉄道（現：豊鉄バス）1992年に豊橋市内の路線を中心に導入開始された。これは、愛知県バス協会から「名古屋から離れた都市圏におけるテストケース」として提案されたものを受けたもの で、システム導入の効果を高めるため、システム導入と同時期には豊橋市内において大幅な路線改変を行なっている。「シティシャトル」という愛称がつけられた。
導入路線
- 第1期（1992年11月2日）[25]
  - 岩田団地線（豊橋駅前～三の輪東～岩田団地）
  - 西口線（豊橋駅前～台町～才ノ神～西口）
- 第2期（1993年11月1日）[25]
  - 細谷線（現:豊橋技科大線。豊橋駅前～北山～浜道～天伯～技科大前）
- 第3期
  - 飯村岩崎線（豊橋駅前～殿田橋～豊橋医療センター～柳原団地～赤岩口）

特徴
無線方式の運行管理を導入した。また、バス停にはバスロケーションシステム、シェルター付待合室も整備されている。方向幕には系統番号表記とともに、方面別のカラー方向幕が採用された。
現在、バスロケーションシステムは設備の老朽化により運用を終了している（車載機器の無線交信は可能）。後継システムの導入については不明。また、2003年から導入されたLED行先表示機はオレンジ1色しか表示できないため系統カラーの表示はしていない。
車両
第1期導入では、専用デザイン塗装を施した角形ヘッドライト、エアサス車であるエアロミディMMが導入された。
第2期導入では、乗降客が多い上、道路幅の関係から乗降時間を短縮する必要があるため、中扉4枚折戸を採用したエアロスター標準尺車が導入された。外部デザインは第1期と同様である。
第3期導入では、再び大型ショート系のエアロスターMMが採用されているが、車体色は新しいデザインが採用されている。
1996年導入ではニューエアロスターMMが導入された。第1期と同じデザインに戻された他、オプションのメトロ窓や車両後部の乗降中表示器を装備する。1997年以降は、愛知県や豊橋市から補助を受けてノンステップバスの導入に移行した。2007年現在、第3期以降の一般車格下げが行われており、使用車種規制によって車両の置き換えが進められている。

### 富山県

#### 富山地方鉄道

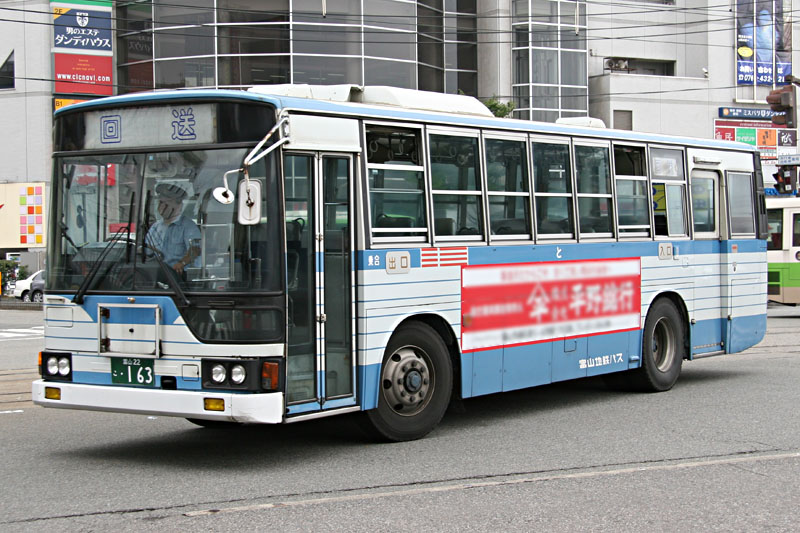
システム導入と同時に導入された車両

富山地方鉄道では、すでに1985年3月より一部路線でバスロケーションシステムを導入していたが、1986年11月には運輸省の指定を受けた5路線について、都市新バスシステムの整備を行った。
以下にその概要を示す。
- 導入路線
富山駅前 - 最勝寺間を経由する5路線が対象となった[27]。
  - 富山 - 笹津・猪谷・神岡線
  - 富山 - 春日温泉線
  - 富山 - 寺家公園線
  - 富山 - 八尾線
  - 富山 - 市民病院線
- 車両
  - 低床式ワイドドア車両、冷暖房車で、方面別に色分けした方向幕が採用された[27]。また、全車両に無線機が設置された[27]。
- 都市景観にマッチした風防ガラス付き待合室を4箇所で整備[27]。
- バスロケーションシステムに対応した接近表示付き停留所を15箇所で整備[27]。
- バス専用レーン
  - 富山駅前 - 最勝寺間6.5 km[27]

### 石川県

#### 北陸鉄道

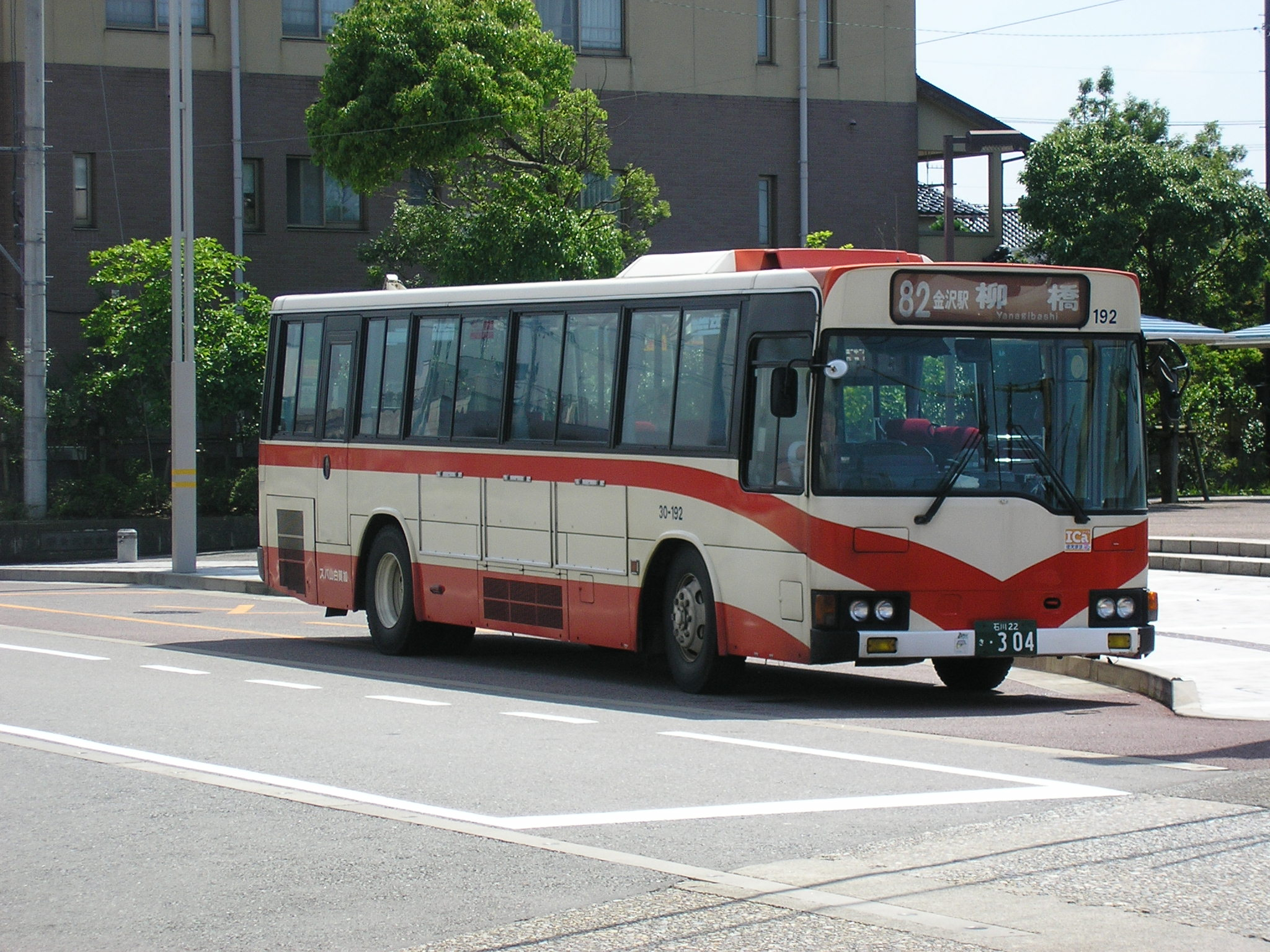
システム導入と同時に導入された車両

北陸鉄道のバス路線が走る金沢市の道路交通網は、戦災を免れたためにかえってモーターリゼーションに適せず、交通渋滞の悪化が問題となっていた。このため、都市機能維持のためにはバス交通の活用・利用推進が必要という観点から、1983年に都市新バスシステムの導入が提言され、翌1984年には運輸省（当時）の補助事業に認定された。これを受けて、1984年11月27日より都市新バスシステムが導入された。
システム導入路線は以下の要件を満たす路線となった。
- 金沢都市圏輸送を主な目的とする路線
- 金沢市内での運行本数が毎時2本以上

これにより以下の条件の路線および、その中間方向を結ぶ路線が対象となった。
1. 金沢駅から武蔵ヶ辻・片町・広小路を経由して有町・寺町へ向かう路線
2. 旧城回り
3. 旧金沢市内線の運行経路

導入路線
1984年度は第1次導入として、国庫補助事業として3路線、自社での拡充事業として重複区間のある18路線が整備された。
- 実施区間（合計6.7 km）
  - 金沢駅 - 広小路 - 寺町一丁目および広小路 - 有松
- 導入路線
  - 平和町※・円光寺※・四十万※・額住宅・松任・野町・野々市・小松空港・問屋・中央病院・金石・大野・大野港・錦町A・鈴見・野田・花里・循寺・卯辰山・三馬・千代野（※印は補助事業対象路線、それ以外は拡充路線）

1985年度は第2次導入として、国庫補助事業として6路線が整備された。
- 実施区間（合計9.3 km）
  - 兼六園下 - 工学部前
  - 橋場町 - 鳴和
  - 武蔵ヶ辻 - 中橋
  - 有松 - 泉が丘
  - 有松 - 二万堂
  - 県庁前 - 本多町
- 導入路線
  - 小立野・西金沢・上忘屋・鳴増・旭町・錦町B（全て補助事業対象路線）

1986年度は第3次導入として、既存整備区間の強化が行なわれたほか、国庫補助事業として新路線1路線を含む6路線が整備された。
- 導入路線
  - 工業試験場・西部緑地公園・木越・福久・みどり・森本（全て補助事業対象路線）

設備
- 車両
  - 既に導入されていた低床式ワイドドア・冷暖房完備に加え、側面窓引き違い・カーテン装備とした新車（三菱エアロスター・日野ブルーリボン）が、1986年までに62台導入された[30]。
  - また、既存の車両も含めて275台に対して無線機の設置を行なった[30] ほか、方面別に色分けした方向幕が採用された。
- 風防ガラス付き待合室を49箇所で整備[28]。
- バスロケーションシステムに対応した接近表示付き停留所を111箇所で整備[28]。
- バス専用レーンの設置。

評価
システム導入路線とその他の路線を比較すると、1985年の実績において、一般路線の輸送人員が前年比97.8%であったのと比較して、システム導入路線では100.8%と輸送人員が増加に転じている ことから、システム導入効果が現れたといえる。
また、北陸鉄道では1987年1月14日に平和町線の利用者657人に対してアンケートを実施したが、接近表示・新型車両・待合室（シェルター）についてはいずれも400人以上から改善されたという回答があった。その一方、利用しやすさについては「良くなった」という意見が316人に対して「変わらない」という意見が310人にとどまっていた。

### 大阪府

#### 大阪シティバス（旧・大阪市交通局）
路線
- 杭全都市新バスシステム（グリーンエースI）
  - 守口車庫前 - 地下鉄今里 - 杭全（幹線35号系統など）
- 大正都市新バスシステム（グリーンエースII）
  - 鶴町四丁目 - 地下鉄桜川 - なんば（幹線71号系統など）

概要・特徴
大阪市交通局（大阪市営バス）時代の1986年4月、システム全体の愛称を「グリーンエース」と命名した システムが、杭全～守口車庫前間、主に当時の幹線35号系統や幹線85号系統（2002年1月27日以降の系統名はそれぞれ35号系統、85号系統）の路線を対象として導入された。主な内容は、以下の通りである。
- バス専用レーン（区間によっては優先レーン）
- バスシェルター
- バスロケーションシステム
- グレードの高い車両の導入
- バス優先信号

この区間には杭全都市新バスシステム（グリーンエースI）という名称が付された。専用車では方向幕が他の一般バスと異なる緑色の幕で、都市新バス路線と記されていた。ただし、専用車の運用は幹線35号系統や幹線85号系統（2002年1月27日以降の系統名は85号系統）のみであった。なお、なんば - 地下鉄今里 - 杭全の幹線85号系統では、都市新バス路線の区間内の地下鉄今里 - 杭全では緑色の幕を表示し、区間外のなんば - 地下鉄今里では一般路線の幕を表示していた。
上記の導入を踏まえて、1988年4月、鶴町四丁目～地下鉄桜川間で大正都市新バスシステム（グリーンエースII）が導入された。この路線では以下の点が改良された。
- 張り出しバス停（テラス型バス停[32]）
- 多目的利用帯[32]（路側駐車帯）
- 終日バスレーンの導入（早朝5時～深夜1時。一部は6時～24時）

テラス型バス停とは、当時4車線あった内の一車線を路側駐車帯にし、バス停の部分を道路に張り出させた もので、これにより、路上駐車があってもスムーズにバスが運行できるようになった。また、バスレーンは目立つように黄色の舗装となった。
この区間には、鶴町四丁目 - なんばの幹線71号系統（2002年1月27日以降の系統名は71号系統）のほか、鶴町四丁目と大阪駅やあべの橋などのターミナルを結ぶ路線などが運行され、ラッシュ時だけでなく、データイムにも多くの本数が運行されている。朝夕ラッシュ時は車線数の多い大正通の特性を生かし、急行運転するバスが多数運行されており、各停のバスを急行バスが追い越して行く場面も見られる。また、最終バスも、大阪シティバスの中では遅い発車時刻となっている。
方向幕もグリーンエースIと同様に、緑色の幕であった。なお、この緑色の幕は2000年5月20日をもって一般路線に統合されたため、廃止された（幹線35号系統なども同様）。これにより「グリーンエース」の愛称も消滅した。
2004年11月には鶴町四丁目～地下鉄桜川間の内、大正通の一部区間である、鶴町二丁目～三軒家間に公共車両優先システム(PTPS)が導入された。なお、バスロケーションシステムは都市新バスシステム導入前も他の路線に導入されていた。

### 兵庫県

#### 神戸市交通局
神戸市交通局（神戸市バス）で1987年に導入された都市新バスシステムの概要を以下に記す。
導入路線
実施のPR効果が大きく、バスレーン整備率が高い路線を対象とした。
- 10系統(10.9 km)三宮駅 - 市役所前 - 神戸駅 - 中央市場前 - 和田岬 - 金平町 - 大橋 - 千歳町 - 板宿

システム導入と同時に「かもめライン」という愛称が設定された。
特徴
バスレーンの整備において、一部区間では中央線変移システムを採用し、朝夕のラッシュ時（7時から9時まで・17時から19時まで）にバス専用レーンとした。このほかにもバス優先レーンをバス専用レーンに格上げした結果、本路線での専用レーン化率は91%となった。
また、兵庫県警の協力を得て、バス感知式優先信号(PTPS)を5箇所に導入した。
車両
冷房付のツーステップ低床車を専用車として使用した。この際に新車(P-LV314K)で導入したのは5台で、23台は既存車（BU04V・K-BU04V・K-CLM470V・P-LV314K）を改造して専用車とした。改造の内容は以下の通りである。
- 外部塗色の変更
  - 正面はライトグリーン1色、側面は白地にライトグリーン帯と、通常の神戸市営バスの塗色とは反転させた上、屋根と裾にスカイブルーの帯を入れるという塗装デザインとし、イメージ一新を図った[34]。
- 「かもめライン」ヘッドマークの取り付け[34]
- 方向幕は青地に白抜き文字の様式に変更[34]
- 座席フレーム交換の上ハイバックシート化[34]
- 車内停留所名表示器の設置[34]
- 冷房化改造（BU04Vのみ)[34]
- 方向幕大型化（BU04V・K-BU04Vのみ)[34]
- 左折時の音声合成警告（方向指示器と連動）機器を追加[34]

新車で導入した車両については、当初より上記の仕様で導入されているほか、側面窓にはブロンズサッシが採用されている。
その後
1988年6月・7月に行われた交通局の調査では、システム導入後には1987年11月の調査時より7%の乗客増加がみられた ことから、システム導入により一定の効果はあったといえる。
その後も市営バス唯一の都市新バス路線として運行されていたが、2001年7月7日の神戸市営地下鉄海岸線開業による路線再編成により、同年7月6日限りで運行廃止となった。

### 福岡県

#### 西日本鉄道
西日本鉄道（西鉄バス）では、1986年11月1日に福岡市の天神～和白間の国道3号・国道495号を通る路線を対象として導入された。主な内容はバスロケーションシステムの導入と新車の集中投入である。当初、新車には車両側面前方に「ルート3 新バス」のロゴが入っていた が、順次消去され、一部の車両は他路線に転用された。2007年までに全車が廃車となっている。
次に1992年10月25日、北九州市の北九州線砂津～黒崎駅前間の廃止に伴い新設された電車代替バスでも本システムが導入された。バスロケーションシステムは構造が変更され、また前車のデータなどを元に主要目的地までの所要時間を算出し、表示する機能が追加されたほか、公共車両優先システム(PTPS)も導入されている。車両は日産ディーゼル（当時、現「UDトラックス」）スペースランナー(U-JM210GTN)のシャーシとボディを延長した特別仕様で、塗装も白地に緑色の専用塗装とし、床面地上高580mmの超低床化を実現した。のちの新車は大型ワンステップバス（一部ノンステップバス）となったが、現在でも専用塗装は続けられている。他にバスレーンの新設も実施された。
1994年11月1日には福岡市の天神～福重間の国道202号を通る路線にも導入された。バスロケーションシステムは北九州で導入されたものと同仕様である。この導入において、車両についてはバスロケーションシステム用の機器を設置した以外に変更点はない。また西鉄のみならず昭和自動車が運行する国道202号経由の博多駅～六本松～今宿～前原間の急行路線も対象となり、同路線用の車両にバスロケーションシステム用の機器を設置した（同路線は現在は廃止）。
ただし、このタイプのバスロケーションシステムは、2005年度から導入された「にしてつバスナビ」の導入によって北九州市内では装置を撤去している。しかしバスロケーションシステムは、北九州市ではエリア拡大をすることとなった。また福岡市では、2007年現在では装置とにしてつバスナビの両方を利用している。また一部の装置は撤去されている。さらに2010年代に入ると福岡市、北九州市を中心とした主要な停留所にバスナビシステムを使用した液晶式ロケーションシステムが導入されており、事実上の後継となっている。